# Vallatjärnen, Hälsingland
Vallatjärnen är en sjö i Bollnäs kommun i Hälsingland och ingår i Skärjåns huvudavrinningsområde.